# Martín Menacho
José Martín Menacho Aguilera (né le 7 août 1973 à Santa Cruz de la Sierra en Bolivie) est un joueur de football international bolivien, qui évoluait au poste d'attaquant.

## Biographie

### Carrière en sélection
Avec l'équipe de Bolivie, il dispute 6 matchs (pour aucun but inscrit) entre 1999 et 2001. 
Il figure notamment dans le groupe des sélectionnés lors de la Coupe des confédérations de 1999.

## Palmarès
| Club Blooming - Championnat de Bolivie (2) : - Champion : 1998 et 1999. |  | Club Bolívar - Championnat de Bolivie (1) : - Champion : 2006 (Ouverture). |  | Real Potosí - Championnat de Bolivie : - Meilleur buteur : 2004 (Ouverture) (15 buts). |